# Laiskanselkä
Laiskanselkä är en del av sjön Ule träsk i Finland. Den ligger i Vaala i landskapet Kajanaland, i den centrala delen av landet, 500 km norr om huvudstaden Helsingfors. Laiskanselkä ligger 119 meter över havet.